# Shirin Schludermann
Shirin Schludermann (geb. Shukla, * 16. August 1939 in Indien; † 20. März 2020 in Winnipeg) war eine kanadische Psychologin, die an der University of Manitoba forschte und lehrte.

## Leben
Die Filipino Shirin wuchs in Indien auf. Ihre Eltern waren John und Catherine Shukla. Sie war das jüngste von sechs Kindern. Sie studierte an der University of Chicago und erwarb hier ihren Doktortitel. 1966 kam sie an die University of Manitoba und verblieb hier bis zu ihrer Emeritierung im Jahr 2004.

## Werk
Sie hat die Wahrnehmung des elterlichen Verhaltens durch Kinder und Jugendliche erforscht, einschließlich der Replizierbarkeit von Faktoren im Children's Report of Parent Behavior Inventory (CRPBI) von Earl S. Schaefer. Sie hat auch untersucht, wie soziokulturelle Veränderungen diese Wahrnehmungen beeinflussen. Dabei überarbeitete sie Instrumente zur Erforschung der elterlichen Einstellung, sowohl für Väter als auch für Mütter. In den Hutterite Communal Society Studies hat sie die Wahrnehmung des elterlichen Verhaltens durch Jugendliche untersucht, die Wahrnehmung der Jugendlichen von sich selbst und von Erwachsenen, die Wahrnehmung der sozialen Rolle von Kindern und die elterliche Einstellung innerhalb dieser Gemeinschaft. Später hat sie die Rolle von Religiosität und prosozialen Werten bei der Anpassung von Jugendlichen untersucht, insbesondere an katholischen High-Schools in Kanada und unter reformierten und evangelikalen College-Studenten. Ihre Forschung umfasst auch Aspekte der Entwicklung von Jugendlichen, einschließlich der Frage, wie sich soziokulturelle Veränderungen auf die Einstellung von Jugendlichen zu sich selbst (Selbstkonzept) und zu anderen auswirken, ebenso zu Persönlichkeitskorrelationen von jugendlichen Selbstkonzepten. Sie hat zu Studien über die elterliche Sozialisation in Bezug auf die akademischen Leistungen philippinischer Jugendlicher in den Vereinigten Staaten und über die schulische Beteiligung philippinischer Jugendlicher in Kanada beigetragen.

## Privates
Ihren Mann Eduard Harry Schludermann (* 1937), sein nach Kanada ausgewanderter Vater kam aus Leoben in Österreich, lernte sie in Chicago kennen, als sie beide studierten und ihren Doktortitel erwarben. Sie arbeiteten beide als Professoren für Psychologie an der Universität von Manitoba. Aus der Ehe gingen die Tochter Anjali und der Sohn Michael hervor. Mit Hilfe von Ruby (eine Schwester von Shirin) gelang es, Familienleben und zwei Vollzeitkarrieren unter einen Hut zu bringen. Die letzten vier Jahre ihres Lebens verbrachte sie in einem Genesungsheim von Winnipeg und erlag dort einem langen Kampf gegen den Krebs.

## Publikationen (Auswahl)
Zeitschriftenartikel
- Mit Eduard Schludermann; Needham; M. Mulenga: Fear of Rejection versus Religious Commitment as Predictors of Adjustment Among Reformed and Evangelical College Students in Canada. In: The Journal of Beliefs and Values, 2001, 22 (2), S. 209–224.
- Mit Eduard Schludermann; Lila P. Salazar; C.-L. Huynh: Canadian Filipino Adolescents Report on Parental Socialization for School Involvement. In: Canadian Ethnic Studies Journal, 2001, 33 (2), 52.
- Mit Eduard Schludermann; C.-L. Huynh. Religiosity, Prosocial Values, and Adjustment among Students in Catholic High Schools in Canada. In: The Journal of Beliefs and Values, 2000, 21 (1), S. 99–115.
- Mit Eduard Schludermann; L. P. Salazar; C.-L. Huynh: Filipino Adolescents’ Parental Socialization for Academic Achievement in the United States. In: Journal of Adolescent Research, 2000, 15 (5), S. 564–586.
- Mit Eduard Schludermann: Sociocultural Change and Adolescents’ Attitudes Toward Themselves and Others. In: International Journal of Behavioral Development, 1986, 9 (2), S. 129–152.
- Mit Eduard Schludermann: Sociocultural change and adolescents’ perceptions of parent behavior. In: Developmental Psychology, 1983, 19 (5), S. 674–685.
- Mit Eduard Schludermann; P. W. Merryman; B. W. Brown:. Halstead’s studies in the neuropsychology of aging. In: Archives of Gerontology and Geriatrics, 1983, 2 (1), S. 49–177.
- Mit Eduard Schludermann: A Revised Paternal Attitude Research Instrument (PARI) Q4: Methodological Study. In: The Journal of Psychology, 1977, 96 (1), S. 15–23.
- Mit Eduard Schludermann: A Methodological Study of a Revised Maternal Attitude Research Instrument: Mother’s Pari Q4. In: The Journal of Psychology, 1977, 95 (1), S. 77–86.
- Mit Eduard Schludermann: Adolescent Perception of Parent Behavior (CRPBI) in Hutterite Communal Society. In: The Journal of Psychology, 1971, 79 (1), S. 29–39.
- Mit Eduard Schludermann: Adolescents’ perception of themselves and adults in Hutterite communal society. In: The Journal of Psychology, 1971, 78 (1), S. 39–48.
- Mit Eduard Schludermann: Paternal Attitudes in Hutterite Communal Society. In: The Journal of Psychology, 1971, 79 (1), S. 41–48.
- Mit Eduard Schludermann: Maternal Child Rearing Attitudes in Hutterite Communal Society. In: The Journal of Psychology, 1971, 79 (2), S. 169–177.
- Mit Eduard Schludermann: Personality Correlations of Adolescent Self-Concepts and Security-Insecurity. In: The Journal of Psychology, 1970, 74 (1), 85–90.
- Mit Eduard Schludermann: Replicability of Factors in Children’s Report of Parent Behavior (CRPBI). In: The Journal of Psychology, 1970, 76 (2), S. 239–249.
- Mit Eduard Schludermann: Social role perceptions of children in Hutterite communal society. In: The Journal of Psychology, 1969, 72 (2), S. 183–188.